# Vlag van Mykolajiv (oblast)

Vlag van Mykolajiv

De vlag van Mykolajiv is het symbool van de oblast Mykolajiv en werd op 27 juli 2001 officieel in gebruik genomen.
De vlag, die een hoogte-breedteverhouding heeft van 2:3, bestaat uit drie horizontale banen in de kleuren wit, geel en blauw. De witte baan is dubbel zo hoog als elk van de twee andere banen. De blauwe baan is golvend, als verwijzing naar de ligging van de oblast aan de Zwarte Zee, de Boegliman en de Zuidelijke Boeg. In het midden van de vlag staat een mijter van een bisschop met twee bisschopsstaffen, afkomstig uit het oblastwapen.